# آکسفوردشر
آکسفوردشر (تلفظ در لهجه بریتانیایی: ‎/ˈɒksfərdʃɪər/‎) یک شهرستان تشریفاتی و شهری، در ناحیه جنوب شرقی انگلستان است که در سال ۱۹۷۴ تأسیس شده‌است.